# Hippolyte Monplaisir
Pour les articles homonymes, voir Monplaisir.
Répertoire
Azelia, La Camargo, Brahma
Hippolyte-Georges Monplaisir Sornet, dit Monplaisir, est un danseur et maître de ballet français né à Bordeaux le 1er septembre 1821 et mort à Besana in Brianza (Lombardie) le 10 juin 1877.
Monplaisir étudie la danse à Bruxelles, au Théâtre de la Monnaie en 1839, et est second danseur à Marseille en 1840. De 1843 à 1845, il poursuit sa formation à Milan avec Carlo Blasis et est premier danseur à la Scala, aux côtés de Fanny Elssler. Il épouse dans cette ville Adèle Bartholomin, la fille du maître de ballet Victor Bartholomin. Il se produit avec sa femme à Trieste, Venise et Barcelone en 1847, où il met en scène son premier ballet Azelia.
De 1847 à 1855 environ, il effectue une tournée en Amérique du Nord, à la tête d'une troupe baptisée « Monplaisir Ballet Troupe » qui se produit notamment à New York, dans l'Ohio, en Louisiane et en Californie. Son fils Georges-Alphonse naît à San Francisco le 1er juin 1854. Il deviendra directeur de théâtre à Paris.
Maître de ballet à Bordeaux de 1860 à 1864, à la Scala en 1860-1861, de 1866 à 1869, en 1872 et en 1874-1877, il occupe cette même fonction à Turin en 1865-1866 et en 1869-1870, ainsi qu'à Bruxelles en 1864-1865.

## Chorégraphies
- Azelia, or the Syrian Slave (Barcelone 1847 - New York, 24 novembre 1847)
- A Apparição (Lisbonne 1856)
- L'Île des amours (Bordeaux 1860 - Milan 1861 - Rome 1862 - Bruxelles 1864 - Palerme 1868)
- La Perle de Florence (Bordeaux, 4 avril 1861)
- Benvenuto Cellini (Milan, 24 août 1861)
- Nostradamus (Milan, 21 avril 1862)
- Tersicore sulla terra (Milan, 24 mai 1862)
- Les Filles du feu (Bordeaux 1864)
- Melina (Rome 1864)
- Crisforo Colombo (Rome 1864 - Turin 1865 - Florence 1872)
- La Fête des voiles (Bruxelles, 5 septembre 1864)
- Les Nations (Bruxelles, 18 septembre 1864)
- Ka-In-Ka-A (Bruxelles, 28 mai 1865)
- La Devâdâcy (Milan, 27 octobre 1866 - Florence 1867 - Turin 1870)
- Estella (Milan 1866 - Florence 1867 - Naples 1870)
- La Camargo (Milan, 11 janvier 1868 - Turin, 14 février 1871 - Venise 1871)
- Brahma (Milan, 25 février 1868 - Madrid 1873 - Palerme 1874 - Vienne 1875 - Gênes 1876)
- La Semiramide del Nord (Milan, 2 janvier 1869 - Turin, 26 décembre 1869 - Bologne 1871 - Turin 1873 - Florence 1874)
- Tra la veglia ed i sogni (Milan, 16 février 1869)
- La Regina della notte (Turin 1869 - Milan 1870)
- Les Figlie di Chèope (Milan, 31 décembre 1871 - Florence 1875 - Trieste 1875 - Turin, 3 janvier 1877)
- La Sirena (Milan, 9 mars 1872)
- L'Almèa (Naples 1872)
- Giulio Cesare (Milan, 26 décembre 1874)
- Lore-Ley (Milan, 4 janvier 1877)